# 100發100中 黃金之眼
『100發100中 黃金之眼』（100発100中　黄金の眼）是1968年上映的日本電影，本片為《100發100中》的續集電影。

## 演員表
- 安德魯星野：寶田明
- 手塚龍太：佐藤允
- 紅寶石小姐：前田美波里
- 齋藤美津子：澤知美
- 黑川：土屋嘉男
- 中年日本人：堺左千夫
- 哈桑兄弟（雙胞胎）：桐野洋雄
- 費勒斯通：安德魯·休斯
- 混血少女：櫻井萬里
- 部下：伊吹徹、荒木保夫、久野征四郎、渡邊高光、覺幸泰彥、内海進、緒方燐作、門脇三郎
- 摔跤手：廣賴正一、柳成延
- 拉里服務員：涉谷英男、坂本晴哉
- 中東警官：坪野鎌之、中西英介、河邊昌義